# Zatoka Świętego Wincentego
Zatoka Świętego Wincentego (ang. Gulf Saint Vincent) – zatoka na południowym wybrzeżu Australii w obrębie Wielkiej Zatoki Australijskiej. Oddziela półwysep Yorke od lądu. Do zatoki uchodzi rzeka Torrens. Wejście do niej osłania Wyspa Kangura, wcina się w ląd na około 150 km. Najważniejszy port to Adelaide.